# Marco Annio Vero César

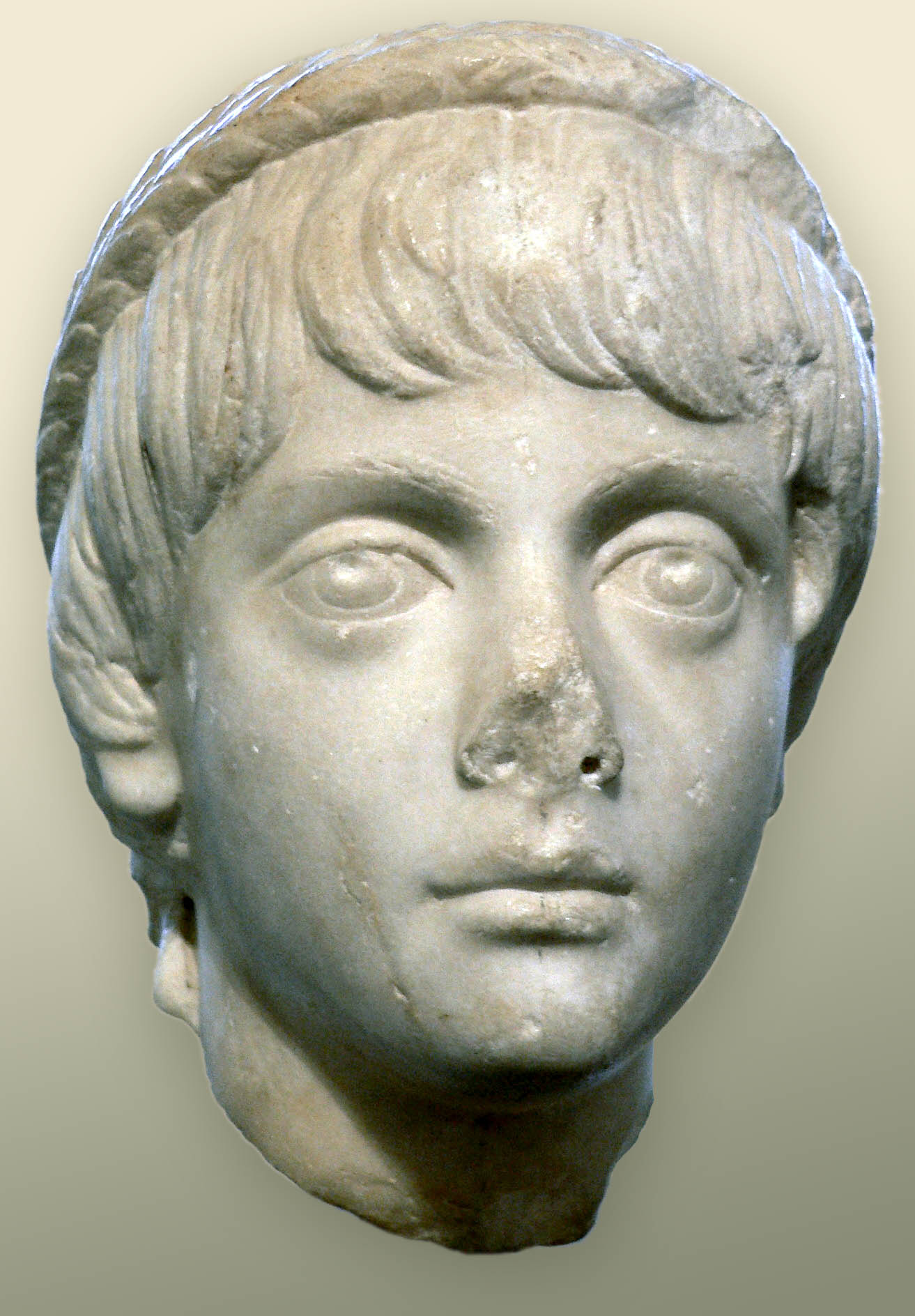
Busto de un príncipe de la dinastía Antonina, quizá Marco Annio Vero César, encontrado en Annaba, Argelia. Museo del Louvre, París.

Marco Annio Vero César  (162-169) fue uno de los hijos de Marco Aurelio y Faustina la Menor.

## Biografía
Nació en el año 162 y recibió los mismos nombres que su padre. El 12 de octubre del año 166, a petición de su tío Lucio Vero, su padre le concedió el título de César y permitió que desfilara en el triunfo que conmemoraba las victorias de Lucio Vero en Oriente. Tras detectársele un tumor detrás de la oreja, murió debido a complicaciones en la extirpación en el año 169 a la edad de siete años, en la época de la celebración de los juegos dedicados a Júpiter Óptimo Máximo, a mediados de septiembre.
Marco Aurelio solo lamentó su muerte cinco días, mientras continuaba con su trabajo público. Argumentó que los juegos dedicados a Júpiter no debían ser interrumpidos con su duelo. Tal acto probablemente se debió a su filosofía estoica, que enseñaba sobre los peligros de la emoción, y las normas culturales romanas, que trataban el dolor intenso por la pérdida de seres queridos como poco viril y antinatural. Ordenó que se levantaran estatuas en su honor y que se llevara una imagen dorada del príncipe durante la procesión de los juegos.